# ナショナル・アイデンティティ
ナショナル・アイデンティティ（英語: National identity）あるいは国民的同一性とは、国民としての自己認識のことをさす。アイデンティティは、他者と比較しなければみえてくるものではなく、ナショナル・アイデンティティの場合、他者とは自国以外の他国のことを指す。ナショナル・アイデンティティと同様の意味で、国民間の連帯意識に着眼するとき「国民同胞感」という表現も散見される。

## 概要
ナショナル・アイデンティティは国民（または、ケベック州のような地区等では地域住民）が共通して認識する特徴によって構成される。特徴には以下のようなものがある。
1. 歴史上の領域、もしくは一定の地域に在った故国
2. 共通の神話と歴史的記憶
3. 共通の大衆的・公的な文化
4. 全構成員にとっての共通の法的権利と義務
5. 構成員にとっての領域的な移動可能性のある共通の経済

自国を単一民族国家と認識する向きが一般的である国では、人類学的概念としてのエスニック・アイデンティティ（民族帰属意識、民族的同一性）と政治学的概念としてのナショナル・アイデンティティの両概念が同一視されやすい。それ以外の場合でも、エスニック・アイデンティティとナショナル・アイデンティティを弁別することは必ずしも容易ではない。また、エスニック・アイデンティティと同じように、ナショナル・アイデンティティの強さは、時代・地域・個人などによって様々である。

## ナショナル・アイデンティティと移民

### 同化から多文化共生への政策シフトの流れ
エスニック・アイデンティティは、個人の祖先や民族的環境に基づき形成され、基本的に不変である。一方、ナショナル・アイデンティティは変化しうる。移民が受入国に同化し帰化する過程で、そのアイデンティティが変容する場合がある。ただし、その成否は、移民自身および受入国の文化的・思想的背景に左右される。さらに、移民の受入数も影響を及ぼす。移民が集中すれば「集住化」が進行し、在来文化への同化が困難となる。
そのなかで、西欧諸国では、1980年代から2010年代にかけて、アフリカや中東、旧植民地出身者の大量流入によって同化政策が機能不全に陥り、「多文化共生（英: multicultural coexistence）」へと政策転換が図られた。
この政策の下では、同化は前提とされず、多文化主義に基づき、複数の民族や文化を包摂する新たな国民同一性の形成が追求される。また、異文化を保持したままでも国籍取得が可能である。多くの非欧州系移民とその子孫は西欧に定住し、永住権や国籍を保有している。各国の国籍法は血統主義によらないため、移民2世以降にはほぼ自動的に国籍が付与される。加えて、重国籍が容認されているため、移民1世も国籍取得を選択しやすい。
こうした国籍取得が大規模に進む場合、社会的統合を維持するため、ナショナル・アイデンティティの再定義が求められ、従来の枠組みが急速に変容することとなる。

### 多文化共生に対する批判
先行して多文化共生を導入した国々では、従来の国民固有の伝統文化や大衆文化を放棄・否定する風潮が見られるようになった。一方で、ナショナル・アイデンティティの再定義に対する反発も生じており、右派ポピュリズムの台頭に象徴される。政治学者ジェローム・フルケは、国民的統合はすでに大きく損なわれており、ナショナル・アイデンティティに関する問題は、深刻かつ複雑な社会課題であると指摘している。
シンガポールは、マレー系・中華系・インド系の三大民族が互いに大きく融合することなく、それぞれのエスニック・アイデンティティを保持しつつ、共通のシンガポール国民としてのナショナル・アイデンティティを共有しているとされ、多文化共生の成功例として言及されることが多い。しかし、同国は都市国家で面積が非常に小さく、一人当たりGDPが極めて高いという特殊な条件下にある。また、強力な警察権による統治も、民族間の平和的共存を支える要因とされる。なお、建国時からの三大民族以外にも一定数の移民が存在するが、移民政策は非常に厳格であり、他民族の積極的な受け入れを推進しているわけではない。